# Adams (anneau)
Pour les articles homonymes, voir Adams.

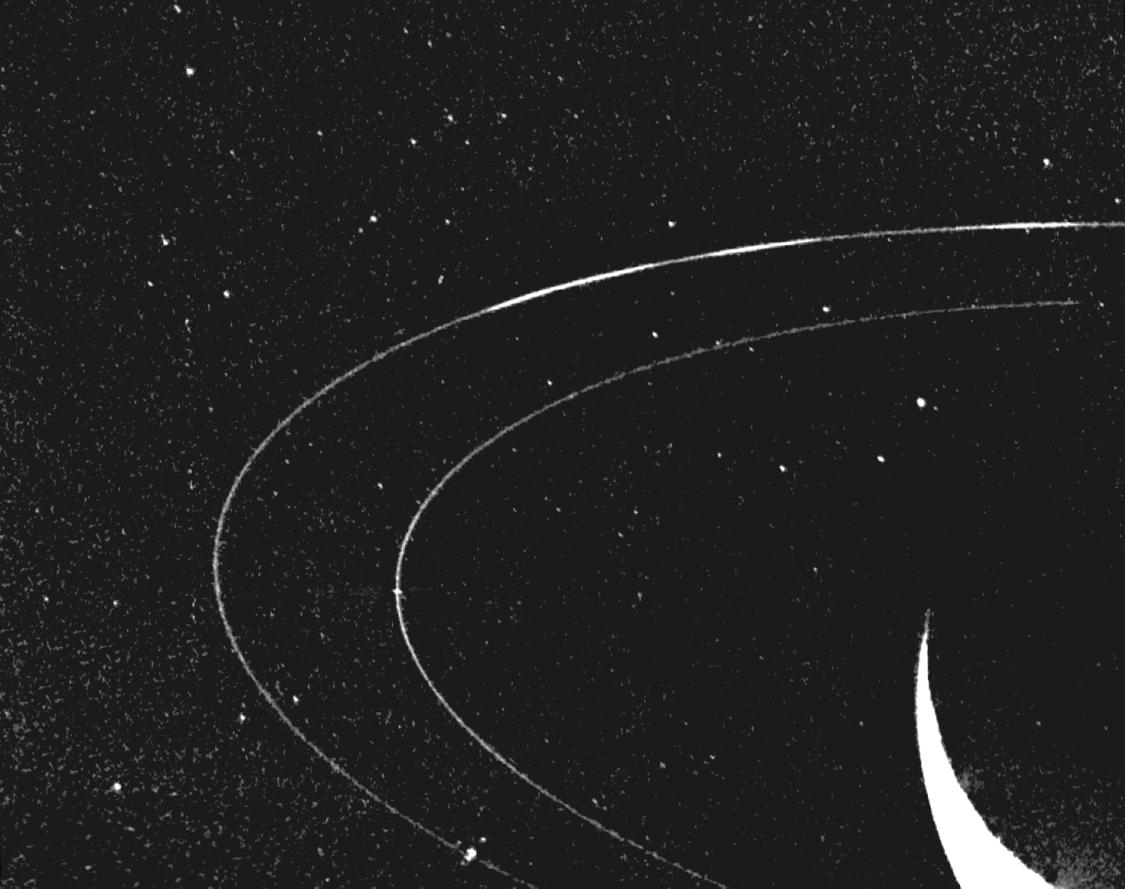
Cette photo prise par Voyager 2 montre, à l'intérieur l'anneau Le Verrier, et à l'extérieur, l'anneau Adams, sur lequel sont visibles, de droite à gauche, les arcs Liberté, Égalité, et Fraternité.

Adams est un anneau planétaire situé autour de Neptune. Il porte le nom de l'astronome John Couch Adams, qui a prédit la position de Neptune.

## Caractéristiques
Adams est situé à 62 933 km du centre de Neptune (soit 2,541 fois le rayon de la planète) et s'étend sur environ 50 km de large. Il s'agit de l'anneau le plus lumineux du système neptunien.
Adams contient au moins cinq arcs (« Courage », « Liberté », « Égalité 1 », « Égalité 2 » et « Fraternité »). La cause de leur stabilité n'est pas connue (ils devraient, selon les lois de la dynamique, s'étaler uniformément sur une courte période de temps), mais on pense que la lune Galatée, située juste un peu plus près de Neptune, les confine. L'ensemble est vraisemblablement un système dynamique : des observations terrestres publiées en 2005 ont mis en évidence des modifications dans la structure des arcs. En particulier, l'arc « Liberté » pourrait disparaître dans un siècle.
Les anneaux de Neptune et la structure en arc furent détectés sur Terre en 1984 par André Brahic, Bruno Sicardy et William Hubbard lors d'occultations d'étoiles. Les anneaux neptuniens furent ensuite différenciés à partir des photographies prises par la sonde Voyager 2 lors du survol du système neptunien en 1989. La désignation temporaire d'Adams était 1989 N1R.